# Груздово (Витебская область)

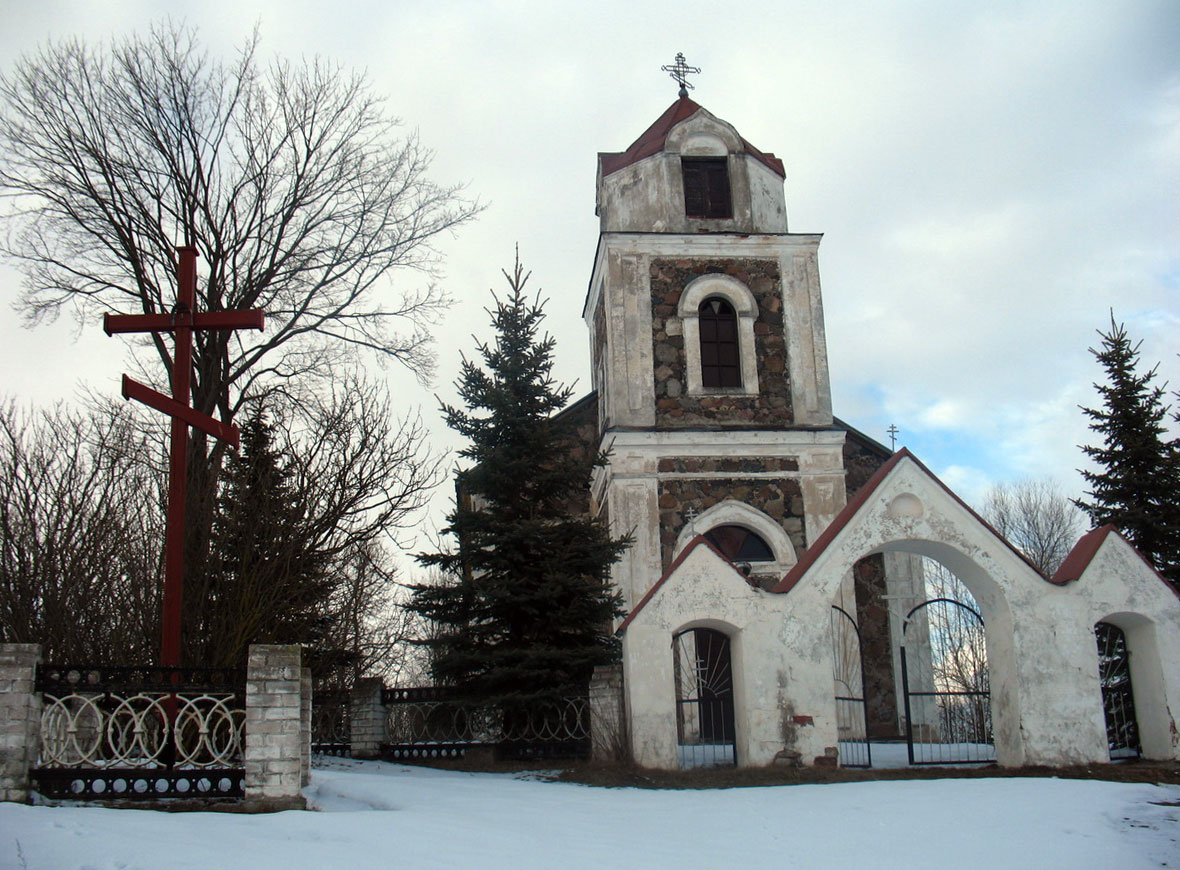
Церковь Рождества Иоанна Предтечи

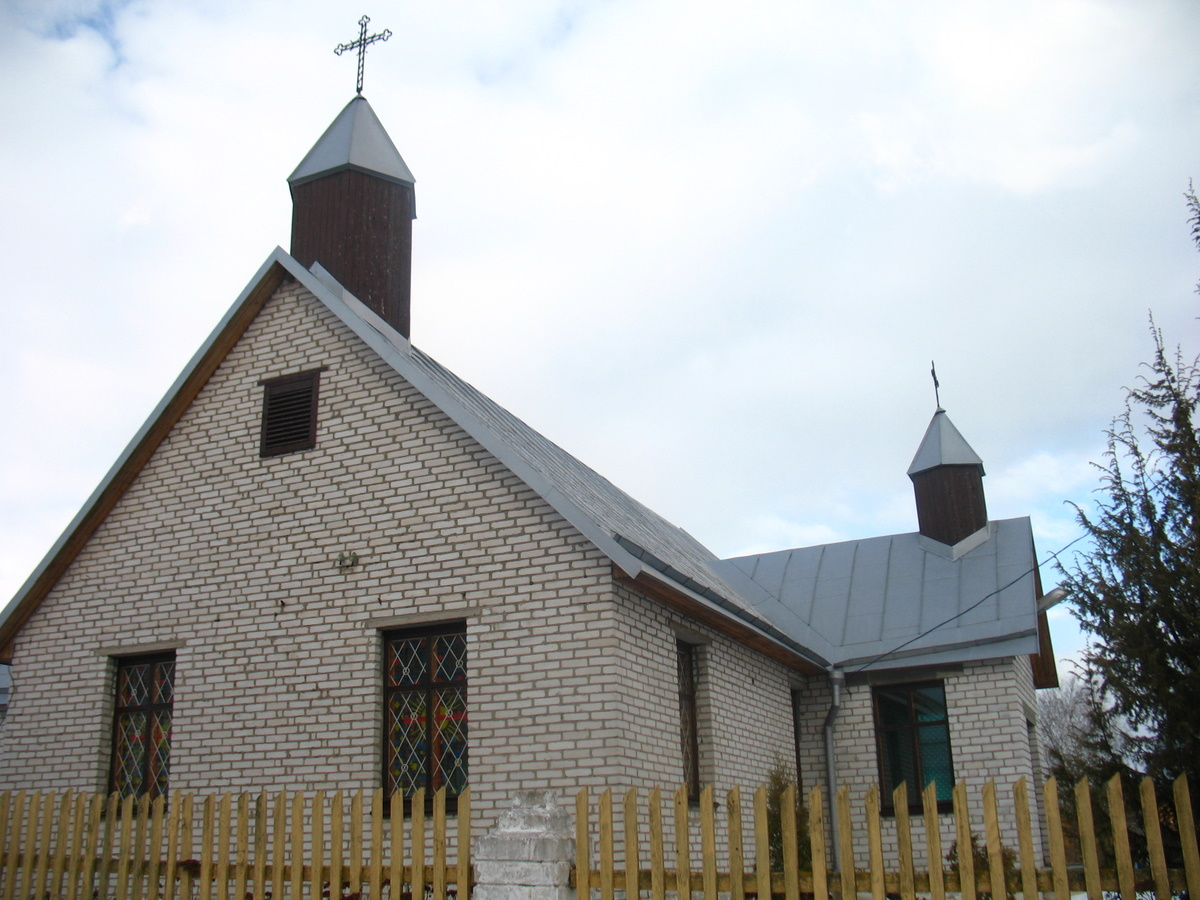
Католический храм в бывшем административном здании

Груздово (бел. Груздава) — деревня в Поставском районе Витебской области Беларуси, в Юньковском сельсовете. Население — 114 человек (2019).

## География
Деревня находится в 15 км к юго-востоку от Постав близ границы с Минской областью. В 3 км к северу от Груздово проходит автомагистраль Р45 на участке Глубокое — Нарочь. К магистрали из деревни ведёт местная дорога. Ближайшая ж/д станция находится в Поставах (линия Крулевщина — Глубокое — Поставы — Лынтупы).

## Этимология
Название деревни не связано с грибом груздь, а происходит от белорусского слова «груд» — холм, курган.

## История
После административно-территориальной реформы в Великом княжестве Литовском середины XVI века Груздово входила в состав Ошмянского повета Виленского воеводства.
В 1773 князь Огинский построил здесь храм Успения Пресвятой Девы Марии.
В результате второго раздела Речи Посполитой (1793) Груздово оказалось в составе Российской империи, в Ошмянском уезде Виленской губернии. 
В 1875 году на месте старой церкви была выстроена новая православная церковь Рождества Иоанна Предтечи. Также в XIX веке в селе был и католический храм.
Согласно Рижскому мирному договору (1921) Груздово вошло в состав межвоенной Польской Республики, где с 1927 года стало центром гмины Поставского повета Виленского воеводства.
В 1939 Груздово вошло в БССР. В советское время здание костёла было разрушено, на его месте возведено кирпичное административное здание. После распада СССР оно было передано католикам и после небольшой перестройки стало действовать как католический храм.
Окрестности Груздово являются центром происхождения неповторимого вида диатонических цимбал.

## Достопримечательности
- Православная церковь Рождества Иоанна Предтечи (1875 год)
- Крестовоздвиженский католический храм (действует в бывшем административном здании постройки XX века)